# Колцешть (Алба)
Колцешть, Колцешті (рум. Colțești) — село у повіті Алба в Румунії. Входить до складу комуни Ріметя.
Село розташоване на відстані 296 км на північний захід від Бухареста, 38 км на північ від Алба-Юлії, 39 км на південь від Клуж-Напоки.

## Населення
За даними перепису населення 2002 року у селі проживали 611 осіб.
Національний склад населення села:
| Національність | Кількість осіб | Відсоток |
| -------------- | -------------- | -------- |
| угорці         | 601            | 98,4%    |
| румуни         | 10             | 1,6%     |

Рідною мовою назвали:
| Мова      | Кількість осіб | Відсоток |
| --------- | -------------- | -------- |
| угорська  | 601            | 98,4%    |
| румунська | 10             | 1,6%     |